# Myinmoletkat Taung
Myinmoletkat Taung är ett berg i Myanmar.   Det ligger i regionen Taninthayiregionen, i den södra delen av landet, 800 km söder om huvudstaden Naypyidaw. Toppen på Myinmoletkat Taung är 2 072 meter över havet.
Terrängen runt Myinmoletkat Taung är kuperad åt sydost, men åt nordväst är den bergig. Myinmoletkat Taung är den högsta punkten i trakten. Runt Myinmoletkat Taung är det ganska glesbefolkat, med 24 invånare per kvadratkilometer. Det finns inga samhällen i närheten. I omgivningarna runt Myinmoletkat Taung växer i huvudsak städsegrön lövskog.